# Shangombo
Shangombo é uma cidade e um distrito da Zâmbia, localizados na província Ocidental.